# Karawankentunnel (Eisenbahn)
Der Karawankentunnel (slowenisch Predor Karavanke) ist der längste Eisenbahntunnel im Verlauf der Rosentalbahn bzw. Karawankenbahn. Er wurde in den Jahren 1901 bis 1906 als Teil der Neuen Alpenbahnen erbaut und am 30. September 1906 in Betrieb genommen. Ursprünglich zweigleisig angelegt, ist er nach einer umfassenden Sanierung seit Juli 2021 nur noch eingleisig.

## Geografie

### Lage
Der Tunnel führt fast genau in Nord-Süd-Richtung etwa 637 m unter dem Karawankenkamm durch das Gebirge. Im Tunnel wird die Staatsgrenze zwischen Österreich und Slowenien gequert. Das Nordportal befindet sich im Bärengraben südlich des Bahnhofs Rosenbach (Podrožca) im Gemeindegebiet von Sankt Jakob im Rosental (Šentjakob v Rožu) in Kärnten. Das Südportal befindet sich im Tal der Sava Dolinka (Wurzensave), einem Oberlauf der Save auf dem Gemeindegebiet von Jesenice (Aßling) in der Ortschaft Hrušica (Birnbaum). Näherungsweise parallel dazu verläuft in einem horizontalen Abstand von ungefähr 200 bis 2000 m der Autobahn-Karawankentunnel.

### Trassierung
Der Tunnel ist 7976 m lang, eingleisig und die Strecke ist elektrifiziert. Das Profil ist etwas kleiner als das des nördlich gelegenen Tauerntunnels. Der Tunnel ist bis auf zwei Bögen im Bereich der Tunnelportale gerade. Vom Nordportal auf 626 m. ü. A. steigt die Trasse mit 3 ‰ über eine Strecke von 3.768 m. Am Scheitelpunkt auf 637 m. ü. A. befindet sich eine 250 m lange horizontale Strecke, bevor der Tunnel wieder auf 3.958 m mit einem Gefälle von 6 ‰ zum Südportal fällt.

### Geologie
Der Sockel der Karawanken wird von paläozoischen Schiefern, Kalken, Sandsteinen und Konglomeraten gebildet. Der größte Teil dieser Gesteinsformationen fällt den Steinkohleformationen (Karbon) zu. Nach oben hin bauen sich Schiefer, Kalke, Mergel und Dolomite der Trias auf.

## Geschichte

Lokomotiven der elektrischen Stollenbahn beim Tunnelbau, 1904 (Siehe: Lokalbahn Payerbach–Hirschwang, Fahrzeuge)

### Vorgeschichte
Durch den Betrieb der einzigen leistungsfähigen Eisenbahnverbindung nach Triest hatte die private Südbahn-Gesellschaft de-facto ein Monopol auf den Hinterlandverkehr des Hafens Triest. Auch die 1866 bis 1873 errichtete Rudolfsbahn, eine Nord-Süd-Verbindung zwischen den Bahnhöfen St. Valentin bzw. Amstetten an der Westbahn und Tarvis, konnte über ihre Zweigstrecke Tarvisio–Ljubljana nur einen Verkehr bis Ljubljana anbieten und war für den Transport bis Triest von der Südbahn-Gesellschaft abhängig. Die Preispolitik der Südbahn-Gesellschaft führte folglich im Reichsrat zu mehreren Gesetzesinitiativen für eine zweite Schienenverbindung nach Triest, die allerdings alle ohne Erfolg blieben. Noch dringender wurde die Frage einer zweiten Schienenverbindung nach Triest durch die Steigerung der Bedeutung des Hafens Triest nach Eröffnung des Suezkanal 1869.
Zwar tauchten erste Gedanken zur Verlängerung der Rudolfsbahn nach Triest bereits in der Konzessionsurkunde der Rudolfsbahn auf, doch waren die Jahrzehnte bis zum Bau des Karawankentunnels von Konflikten hinsichtlich der Trassenführung geprägt. Zwischen Kärnten und Triest wurden zwei Varianten intensiv diskutiert: die östliche „Tauern-Predil-Route“ sollte durch einen Basistunnel unter dem Mangartmassiv verlaufen, die westliche „Loibla-Laaker-Linie“ hätte einen etwa 10 km langen Tunnel durch die Karawanken im Bereich des Loiblpasses vorgesehen. Schließlich konnte kurz vor der Jahrhundertwende der Kompromiss mit dem Karawankentunnel in seiner heutigen Lage gefunden werden.

### Bau des Tunnels
Grundlage für den Bau des Karawankentunnels wurde das Alpenbahngesetz (RGBl. 63/1901) vom 6. Juni 1901, mit dem das staatliche Investitionsprogramm 1901–1908 mit dem Bau der Neuen Alpenbahnen verabschiedet wurde. Als Projektant des Tunnels trat der Eisenbahnpionier Herrmann Bachstein auf, der sich bereits an vielen anderen Orten mit seinen Projekten – u. a. in Thüringen – einen Namen gemacht hatte.  Bereits im September 1901 konnte der Richtstollen aufgefahren werden. Am 8. April 1902 wurde die Herstellung der Nord- und Südseite des Tunnels an das Bauunternehmen E. Groß & Bachstein mit Sitz in Wien vergeben. Ab dem Frühsommer 1902 wurde im bis dahin weitgehend unbewohnten Rosenbachtal auf der Nordseite die Infrastruktur für den Bau eingerichtet. Es entstanden Wohnhäuser, Kanzleigebäude, ein Krankenhaus und diverse Nebengebäude. Von St. Jakob im Rosental wurde eine 4 km lange Zufahrtsstraße angelegt. Für die Förderung des Ausbruchsmaterials wurde eine elektrische Stollenbahn errichtet. Auch zum Steinbruch in Schlatten, wo die für die Mauerung notwendigen Steine gebrochen wurden, wurde eine Feldbahn errichtet. Im Bereich des Vortriebs kamen Benzinlokomotiven, außerhalb des Tunnels auch Dampflokomotiven zum Einsatz. Alle Bahnen hatten eine Spurweite von 760 mm (Bosnische Spurweite).
In Vorbereitung des Baus wurde 1902 in Rosenbach auch ein eigenes Kraftwerk errichtet. Dieses versorgte mit drei Drehstrom-Generatoren die Baustelle mit elektrischer Energie, für die Versorgung der elektrischen Stollenbahn bestanden Gleichrichter. Das Kraftwerk gehört bis heute den ÖBB und versorgt seit der Fertigstellung des Tunnels die Eisenbahninfrastruktur mit 50-Hz-Drehstrom. Seit 1955 wird der hier gewonnene Strom auch in das Netz der Kelag eingespeist.
Auf der Südseite wurde knapp unter dem Mundloch eine 20.000 m² große Ebene aufgeschüttet, neben der damals schon bestehenden Bahnstrecke Tarvisio–Ljubljana entstand ein weiteres 12.000 m² großes Arbeitsplateau. Auch hier wurden rund um die Baustelle Unterkünfte für Arbeiter und Beamte der Staatseisenbahnverwaltung, eine Sanitätsstation sowie ein Verwaltungsgebäude errichtet. Die Wohngebäude fassten etwa 320 Mann, während des höchsten Personalstands von ca. 2.500 Personen wurden zusätzlich Baracken errichtet.
Wie bereits beim Arlbergtunnel kam für den Vortrieb die alte Österreichische Tunnelbauweise zum Einsatz: Der Sohlstollen wurde dabei als Richtstollen angelegt, alle 60 m wurden Aufbrüche zur Firste hergestellt, danach wurde der Firststollen vorgetrieben. Vom Firststollen aus erfolgte der Ausbruch des Endprofils, der Sohlstollen dient dabei der Förderung des Ausbruchmaterials. Eine Sicherung des Vortriebs erfolgt durch eine hölzerne Zimmerung. Schließlich wurde die Zimmerung von den Widerlagern beginnend durch eine Mauerung ersetzt. Am 17. Mai 1905 gelang bei Stollenmeter 3.039 (von Süden gemessen) der Durchschlag des Sohlstollens. Das Ausbruchsmaterial wurde im Streckenbau der Zulaufstrecken sowie zur Anschüttung der Fläche für den Bahnhof Rosenbach verwendet. Im Gegensatz zur Nordseite fehlten auf der Südseite ergiebige Steinbrüche in der Nähe der Baustelle und die Steinquader für die Mauerung mussten teilweise aus Istrien herangeschafft werden. Am 24. November 1905 konnte der Schlussstein der Mauerung gesetzt werden.
Große Probleme verursachte vor allem auf der Südseite das drückende Gebirge sowie schlagende Wetter. Durch den seitlichen Gebirgsdruck wurde die etwa vier Meter dicke Gesteinsbank zwischen den Stollen zusammengedrückt, im Firststollen äußerte sich das als Sohlenauftrieb während sich im Sohlstollen die Firste senkte. Als Folge der Verschiebungen musste die Zimmerung an manchen Stellen bis zu neun Mal gewechselt werden, auch versuchsweise eingesetzte Eisenrahmen hielten dem Gebirgsdruck nicht statt. Zwischendurch wurde aufgrund der Probleme sogar überlegt, einen Teil des Tunnels mit zwei je eingleisigen Röhren auszuführen. Auch an der bis zu 1,5 m dicke Mauerung traten Schäden durch den Gebirgsdruck auf, auf einer Länge von 480 m musste das Firstgewölbe neu hergestellt werden. Während des Baus kam es auf der Südseite zu Austritten von Grubengas, die mehrmals zu einer Unterbrechung des Vortriebs führten. Trotz aller Vorsichtsmaßnahmen ereignete sich am 21. November 1904 eine heftige Explosion, bei der 15 Arbeiter ums Leben kamen.
Insgesamt waren rund 4000 Arbeiter am Projekt beteiligt. Laut Daten der Unfallversicherung starben bei Arbeitsunfällen auf der Nordseite 14 Arbeiter, auf der Südseite waren 20 Tote zu beklagen. Außerdem brachen unter den Arbeitern Krankheiten wie die Schwarzen Blattern aus. Für die auf der Nordseite verstorbenen Arbeiter und Angehörige von Arbeitern wurde in Rosenbach ein eigener Friedhof errichtet, auf diesem wurden zwischen 1903 und 1906 22 Menschen bestattet. Der Friedhof bestand aus einem christlichen und einem muslimischen Teil. Heute ist vom Friedhof nurmehr die Ruine der Friedhofskapelle erhalten.
Die Kosten für die Errichtung des Tunnels betrugen rund 36 Millionen Österreichische Kronen, umgerechnet 200 Millionen Euro. Neueste Maschinen ermöglichten einen durchschnittlichen Vortrieb von 4,5 Metern pro Tag. Am 30. September 1906 durchfuhr ein Festzug von Villach kommend den Tunnel. Dieser wurde am gleichen Tag mit der Karawankenbahn eröffnet.

### Zwischenkriegszeit, Zweiter Weltkrieg und Kalter Krieg
Während des Konflikts um den Verlauf der Grenze zwischen Österreich und dem neu gegründeten SHS-Staat kam es vom 29. April bis zum 4. Mai 1919 zu Kämpfen um den Karawankentunnel. Dabei wurde die Friedhofskapelle des Friedhofs für die verstorbenen Tunnelarbeiter und deren Angehörige schwer beschädigt.
Gegen Ende des Zweiten Weltkriegs wurde ein Gleis des Tunnels als bombensicherer Unterstand für Lokomotiven verwendet. Nach dem Ende des Zweiten Weltkriegs wurde dieses Gleis nicht wieder in Betrieb genommen, erst 1977 wurde aufgrund der gestiegenen Zahl an Zügen der zweigleisige Betrieb durch den Tunnel wieder aufgenommen. Am 6. Februar 1957 wurde der elektrische Betrieb durch den Tunnel aufgenommen, dadurch konnten aus Deutschland kommende Schnellzüge bis Jesenice mit Lokomotiven der Deutschen Bundesbahn bespannt werden.
Während des Kalten Kriegs wurde der Tunnel trotz Bewachung als Fluchtweg aus dem Ostblock über das blockfreie Jugoslawien in das neutrale Österreich genutzt. Eine der Personen, die so die Grenze überquerten, war 1975 der Musiker Leslie Mandoki.

### Sanierung und Umbau im 21. Jahrhundert
2003 und 2005 wurde der Karawankentunnel saniert, dabei wurde unter anderem die Brücke über den Graschitzabach vor dem Nordportal neu errichtet und ein Tunnelrettungsplatz am Nordportal angelegt.
Vom 5. Oktober 2020 bis zum 10. Juli 2021 war der Tunnel für Sanierungsarbeiten vollständig geschlossen. Ein österreichisches Joint Venture bestehend aus STRABAG SE und Dion IC – Ingenieurtiefbau sanierte für Österreich und Slowenien den in die Jahre gekommenen Tunnel. Diese setzte sich bei einem Bieterverfahren, welches nach österreichischem Recht durchgeführt wurde, mit einem Gebot in der Höhe von 73,1 Mio. Euro gegen sieben weitere Anbieter, namentlich die österreichischen Unternehmen Swietelsky, Bahnbau Graz, ÖSTU-Stettin, Rhomberg Bahntechnik und die slowenischen Anbieter SŽ-ŽGP, Tehnična komerciala und GH Holding durch. Das Auswahlverfahren wurde bewusst nicht nach slowenischem Recht durchgeführt, da es in Slowenien seit Jahren Usus ist, dass slowenische Firmen, welche sich für öffentliche Ausschreibungen bewerben, diese bis zur letzten Instanz anfechten, wenn sie diese nicht selbst erhalten. Diese Anfechtungen verzögern Projekte in Slowenien immer wieder um Jahre, zuletzt beim Karawanken-Autobahntunnel.
Bereits 2015 wurde vom Bundesministerium für Verkehr, Innovation und Technologie verlautbart, dass beabsichtigt sei, den Tunnel sicherheitstechnisch zu adaptieren und dauerhaft auf ein Gleis zurückzubauen. Grund dafür war neben dem Alter auch die geringe Nutzung und das kleine Profil, welches es beispielsweise nicht erlaubte, dass zwei Güterzüge zugleich den Tunnel befahren konnten. Vor allem aber entsprach der Tunnel nicht mehr den Ansprüchen der europäischen Gesetzgebung. 2017 wurde daher ein Staatsvertrag zwischen Österreich und Slowenien geschlossen.
Durch den gewonnenen Raum konnte ein Rettungsweg eingebaut und der Tunnel insgesamt auf den neuesten Stand der Technik gebracht werden. Dazu gehörte unter anderem, dass die Oberleitung durch eine Deckenstromschiene ersetzt, die Wasserhaltung und insbesondere die Tunnelsohle saniert wurde, sowie das Tunnelgewölbe durch neue Anker, Bewehrung und Spritzbeton erneuert wurde. Der Tunnel erhielt teilweise eine Spritzbetonauskleidung, welche das historische Mauerwerk aus Natur- und Bruchstein an vielen Stellen überdeckt. Dieses wurde zuvor abgefräst. Interventionskorridore wurden eingerichtet, neue Signal- und Sicherheitseinrichtungen installiert, sowie Telekommunikations-, Brandschutz- und Katastrophenhilfesysteme. Die Geschwindigkeit konnte dank der Renovierung von 50 auf 120 km/h steigen und ihn RoLa-tauglich machen. Auch die Portale aus der Kaiserzeit wurden saniert und erstrahlen nun in neuem Glanz. Der nun eingleisige Betrieb soll im Verhältnis zum Verkehrsaufkommen kein Hindernis darstellen. Auch die Zulaufstrecken zum Tunnel sind teilweise noch eingleisig, ein doppelgleisiger Tunnel soll daher keine wesentliche Kapazitätserweiterung der Strecke bringen. Täglich durchfahren derzeit durchschnittlich zwölf Personen- und fünfunddreißig Güterzüge den Tunnel.
Das Projekt hatte ein Gesamtbudget von 114,9 Millionen Euro. Aufgeteilt auf die Länge im jeweiligen Staatsgebiet trug Slowenien davon 49,6 Millionen Euro, Österreich 65,3 Millionen Euro. Das Projekt wurde von der Europäischen Union im Rahmen des Connecting Europe Facility Programmes finanziell unterstützt.

### Studie für zweite Röhre
Langfristig wird in Erwägung gezogen, gleich wie beim Karawanken-Autobahntunnel, eine zweite Röhre zu bauen, sodass es pro Fahrtrichtung einen Tunnel mit je einem Gleis geben soll. Daher war im Sommer 2020 konkret eine Studie in Vorbereitung, welche die beste Position für eine etwaige zweite Röhre festlegen soll. Hier dürfte vor allem die Geologie eine Hauptrolle spielen, da selbige im slowenischen Bereich des aktuellen Tunnels sehr ungünstig ist und beim Bau der ersten Röhre viele Probleme bereitet hat. In einer historischen Baudokumentation wurde beispielsweise beschrieben, wie ein Bohrwagen regelmäßig von nachgebenden Gesteinsmassen erdrückt wurde und immer wieder befreit werden musste. Grubengase und Bergwasser sorgten ebenfalls für massive Probleme. Gleiches galt für die Errichtung des ersten Straßentunnels, welcher in der gleichen Geologie liegt und praktisch parallel zum Eisenbahntunnel verläuft. Bis 2040 soll die aktuelle Lösung mit einem Tunnel und einem Gleis reichen, danach könnte eine zweite Röhre benötigt werden.

## Rettungszug
Für die Tunnelsicherheit steht im Verschiebebahnhof Villach Süd ein eigener Rettungszug bereit, der im Ernstfall durch die Freiwillige Feuerwehr und Mitarbeiter der ÖBB besetzt wird.